# Clinocera macdonaldi
Clinocera macdonaldi är en tvåvingeart som beskrevs av Sinclair 2008. Clinocera macdonaldi ingår i släktet Clinocera och familjen dansflugor. Inga underarter finns listade i Catalogue of Life.